# Regel van Sarrus
De regel van Sarrus of het schema van Sarrus is een methode en een mnemotechniek voor het berekenen van de determinant van een 3×3-matrix. De regel is vernoemd naar de Franse wiskundige Pierre Frédéric Sarrus.
Van de 3×3-matrix 
{\displaystyle M={\begin{pmatrix}a_{11}&a_{12}&a_{13}\\a_{21}&a_{22}&a_{23}\\a_{31}&a_{32}&a_{33}\end{pmatrix}}}

De regel van Sarrus.

kan de determinant berekend worden door gebruik te maken van het onderstaande schema:
Herhaal de eerste 2 kolommen van de matrix achter de 3e kolom, zodat men 5 kolommen in een rij krijgt. Maak vervolgens de som van de producten van de elementen op de diagonalen die van linksboven naar rechtsonder gaan en trek hier vanaf de producten van de elementen op de (anti)diagonalen die van rechtsboven naar linksonder gaan. Dit leidt tot:
{\displaystyle \det M={\begin{vmatrix}a_{11}&a_{12}&a_{13}\\a_{21}&a_{22}&a_{23}\\a_{31}&a_{32}&a_{33}\end{vmatrix}}=a_{11}a_{22}a_{33}+a_{12}a_{23}a_{31}+a_{13}a_{21}a_{32}-a_{31}a_{22}a_{13}-a_{32}a_{23}a_{11}-a_{33}a_{21}a_{12}}
Een soortgelijk schema gebaseerd op diagonalen werkt ook voor 2x2-matrices:
{\displaystyle {\begin{vmatrix}a_{11}&a_{12}\\a_{21}&a_{22}\end{vmatrix}}=a_{11}a_{22}-a_{21}a_{12}}
Beide zijn speciale gevallen van de Leibniz-formule, die echter geen soortgelijke herinneringsschema's oplevert door grotere matrices.